# Okulomotorische Apraxie
Als okulomotorische Apraxie (auch: Cogan-II-Syndrom oder COMA) bezeichnet man das Unvermögen, Augenbewegungen zur Fixationsaufnahme, so genannte Blickzielbewegungen, in Gang zu setzen. Spontane schnelle Augenbewegungen (Sakkaden) können dabei erhalten sein, ebenso die Möglichkeit, den optokinetischen und vestibulären Nystagmus auszulösen. Das Krankheitsbild wurde erstmals 1952 durch den US-amerikanischen Augenarzt David G. Cogan beschrieben.

## Symptomatik
Die okulomotorische Apraxie ist sehr häufig angeboren. Zumeist sind die horizontalen Blickbewegungen betroffen, während bei der erworbenen Variante auch die vertikalen Blickzielbewegungen gestört sind. Bei Säuglingen ist besonders der starre Blick auffallend. Später kommt es zu einer charakteristischen Schleuderbewegung des Kopfes. Hierbei wird dieser ruckartig erst in die gewünschte Richtung hin überdreht, wobei die Augen durch den Mechanismus des vestibulookulären Reflexes an den gegenseitigen Anschlag geraten und quasi „mitgenommen“ werden. Danach wird der Kopf wieder etwas zurückbewegt, und die Augen bleiben auf dem Gegenstand haften, der betrachtet werden soll. Je nach gewünschter Blickrichtung können die Kopfschleuderbewegungen horizontal oder vertikal ausfallen.
Häufig leiden die Kinder auch unter einer zerebellären Ataxie und motorischen Entwicklungsverzögerungen.

## Ursache
Die Pathogenese für die angeborene Störung ist bis heute unklar. Bei der erworbenen okulomotorischen Apraxie, die wesentlich seltener vorkommt, ist in jedem Falle eine neurologische Inspektion durchzuführen, um supranukleäre Läsionen abzuklären. Bei erworbenen Formen sind zudem eine Reihe anderer Krankheitsbilder differentialdiagnostisch abzugrenzen.

## Therapie und Prognose
Die okulomotorische Apraxie kann sich bis zum 20. Lebensjahr spontan von selbst bessern. Erwachsene benötigen zum Teil nur noch eine kleine Kopfbewegung, die notwendig ist, die Augenbewegung in Gang zu bringen. Aber auch bereits im Schulalter können sich Verbesserungen einstellen.

## Abgrenzung
Im Gegensatz zu dem hier behandelten Cogan-II-Syndrom, der okulomotorischen Apraxie, ist auch ein Cogan-I-Syndrom bekannt, eine Autoimmunerkrankung mit Beteiligung von Augen und Ohren. Die einzige Gemeinsamkeit dieser beiden Krankheitsbilder besteht in deren Erstbeschreiber, dem US-amerikanischen Ophthalmologen David. G. Cogan.